# 福徳相互銀行アイスホッケー部
福徳相互銀行アイスホッケー部（ふくとくそうごぎんこう）は、大阪府を本拠地として活動していた社会人アイスホッケーチームである。母体は福徳相互銀行（後のなみはや銀行→経営破綻）。

## 概要
1966年の第1回日本リーグに参加。本拠地はなんばリンク。日本リーグ史上唯一関西からの加盟であった。
全日本選手権での最高成績は第32回（1964年）の準優勝。
しかし、福徳相互銀行の経営悪化により1972年2月の札幌オリンピック終了後に廃部。